# آلکسی باردی
آلکسی باردی (فنلاندی: Aleksi Bardy؛ زادهٔ ۲۴ سپتامبر ۱۹۷۰) یک هنرپیشه، کارگردان، فیلم‌نامه‌نویس و تهیه‌کننده اهل فنلاند است.
او یکی از فعالان سیاسی حزب چپ در فنلاند است و یک‌مرتبه هم در انتخابات مجلس آن کشور شرکت نموده است.
از فیلم‌هایی که وی در آن‌ها نقش داشته است، می‌توان به قلب یک شیر و مسکو نوآر اشاره نمود.